# Raiko Heide
Raiko Heide (* 23. Dezember 1990) ist ein ehemaliger estnischer Nordischer Kombinierer.

## Werdegang
Raiko Heide startete international nahezu ausschließlich bei Wettbewerben im Continental Cup der Nordischen Kombination. Er debütierte am 28. Februar 2009 im Rahmen eines Wettbewerbs in Wisła, bei dem er den 35. Platz belegte. In der Folge nahm er über die Jahre hinweg bis zu seinem letzten Start 2017 an weiteren Continental-Cup-Wettbewerben teil; eine Top-30-Platzierung konnte er jedoch nicht erreichen.
Bei den Estnischen Meisterschaften im Skispringen 2010 in Otepää gewann Heide im Mannschaftswettbewerb zusammen mit Tanel Levkoi und Siim-Tanel Sammelselg die Goldmedaille.
Heide startete zudem bei der Winter-Universiade 2011 im türkischen Erzurum, 2013 in Trentino, 2015 im slowakischen Štrbské Pleso und 2017 in Almaty, jeweils in Wettbewerben der Nordischen Kombination und der Skispringer, konnte allerdings keine vorderen, jedoch einige Top-30-Platzierungen erreichen.